# The Devil's Playground (1976)
The Devil's Playground is een Australische dramafilm uit 1976,  geschreven, geproduceerd en geregisseerd door Fred Schepisi. Het is een semi-autobiografische film die het verhaal vertelt van een jongen die opgroeit en naar een katholieke lagere school gaat onder leiding van de Broeders van de Christelijke Scholen. De film richt zich op de vleselijke beproevingen en de spanningen die ontstaan, zowel voor de broeders als voor de leerlingen, door de religieuze verplichting om hun seksualiteit te beheersen.

## Verhaal
In augustus 1953 gaat de 13-jarige Tom Allen naar een katholieke school in Melbourne. Studenten en broeders worden geconfronteerd met individuele uitdagingen op het gebied van geloof en zelfbeheersing.

## Rolverdeling
| Acteur           | Personage          |
| ---------------- | ------------------ |
| Arthur Dignam    | broeder Francine   |
| Nick Tate        | broeder Victor     |
| Simon Burke      | Tom Allen          |
| Charles McCallum | broeder Sebastian  |
| John Frawley     | broeder Celian     |
| Jonathan Hardy   | broeder Arnold     |
| Gerry Duggan     | eerwaarde Hanrahan |
| Peter Cox        | broeder James      |
| Thomas Keneally  | eerwaarde Marshall |
| Sheila Florance  | Mevr. Sullivan     |
| John Diedrich    | Fitz               |
| Alan Cinis       | Waite              |
| Richard Morgan   | Smith              |
| Jeremy Kewley    | Thompson           |

## Prijzen
De film won in 1976 de Australian Film Institute Award voor "beste film", "beste regie", "beste mannelijke hoofdrol" (voor zowel Simon Burke als Nick Tate), "beste scenario", "beste cinematografie" en de juryprijs.

## Trivia
- Het scenario was gebaseerd op Schepisi's eigen ervaringen tijdens zijn katholieke opleiding en het schrijven ervan kostte hem vijf jaar.[3]
- De film wordt beschouwd als onderdeel van het Australische New Wave-filmgenre.